# Asuman
Asuman ist ein türkischer männlicher und (überwiegend) weiblicher Vorname türkischer und persischer Herkunft mit der Bedeutung „Himmel, Himmelsgewölbe, Firmament“; auch „himmlisch“.

## Namensträgerinnen
- Asuman Krause (* 1976), deutsch-türkisches Fotomodell, Schauspielerin und Popmusikerin
- Asuman Özdağlar (* 1974), türkisch-US-amerikanische Informatikerin und Hochschullehrerin